# DRDO لاكشيا
لاكشيا («الهدف» باللغة السنسكريتية) هو نظام طائرات بدون طيار عالي السرعة موجه عن بعد هندي تم تطويره بواسطة مؤسسة تطوير الطيران (ADE) التابعة لـ DRDO . يتم استخدام متغير لاكشيا 1 لإجراء استطلاع جوي خفي لساحة المعركة والاستحواذ على الهدف. 
توفر الطائرة بدون طيار التي يتم توجيهها عن بعد بواسطة محطة تحكم أرضية أهدافًا فرعية جوية مقطوعة واقعية للتدريب على إطلاق النار الحي. الطائرة بدون طيار يتم إطلاقها عادة من قاعدة أرضية أو بحرية ويتم إطلاقها من قاذفة ذات طول صفري. ويتم الاسترداد من خلال نظام المظلة ذي المرحلتين الذي طورته ADE (DRDO)، للاسترداد على الأرض أو البحر. الطائرة بدون طيار لها مخروط أنفي قابل للكسر، والذي يمتص تأثير الهبوط، ويقلل من الضرر. يمكن التحكم في مسار الرحلة أو برمجته مسبقًا، بناءً على نوع المهمة.

## أنظر أيضا
- DRDO Abhyas - مشتق من جسد لاكشيا